# Ipameri
Ipameri este un oraș în Goiás (GO), Brazilia.